# Casino Rechlin

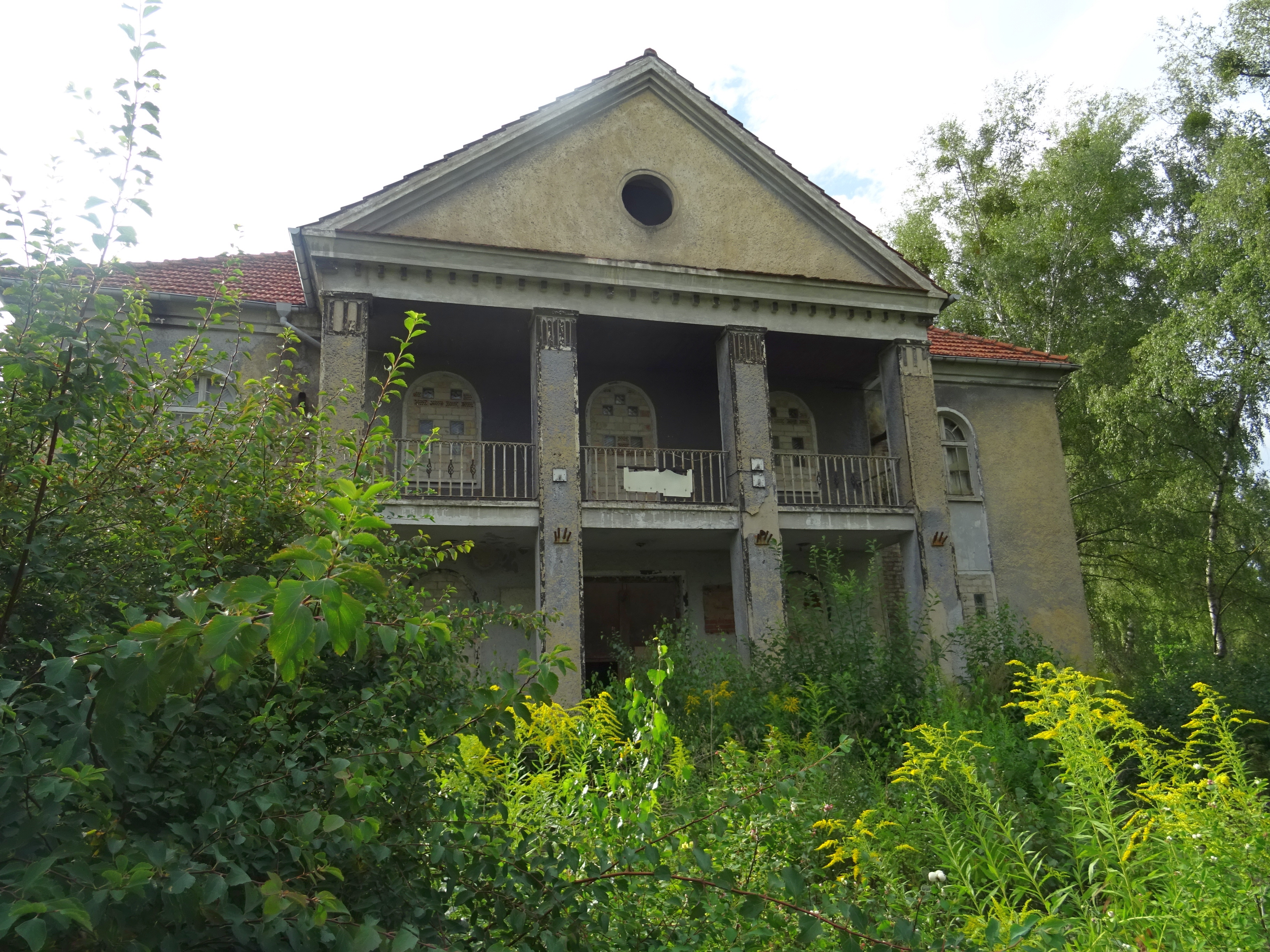
Ehemaliges Casino Rechlin

Das Casino Rechlin ist ein unter Denkmalschutz stehendes Gebäude in Rechlin, am Nordende der Müritzstraße. Das Gebäude wurde als Casino, Theater, Kino und Kulturhaus genutzt.

## Geschichte
Auf dem Gelände der früheren Erprobungsstelle Rechlin waren von 1945 bis 1993 sowjetische Truppen der Luftwaffe (zuletzt 19. Jagdbomberregiment der Westgruppe der Truppen) stationiert.
Das zweigeschossige langgestreckte Gebäude von etwa 1950 mit dem neoklassizistischen Portikus mit vier Säulen war das Casino im sowjetischen Sektor der zweigeteilten Gemeinde. Das Gebiet war bis 1993 mit einer Mauer umgeben, an die ein kurzes Stück erinnert. Das Casino mit dem breiten Zugang zum Saal, der linken und rechten Treppe zu Fluren und dem Balkon über dem Eingang sowie zu den Galerien des Saals wurde durch Mauern verschlossen und steht seit 1993 leer.